# 王林快码
『王林快码』是湖南人王林发明的一种音形结合的中文输入法。获得过多项国家专利，包括标点符号、特殊符号的处理等。曾在1997-1998年间在全中国各高校进行过宣传推广。王林快码分为两个版本：形码版和音形版。
王林快码的发明人王林现已辞世。

## 特点

### 字根分布
字根分布于标准键盘的26个字母键以及“;“（分号）、“/”（正斜线）2符号键中，每个键各有一个键名，每个键包含的字根与键名互相会意相关，或字型相似。
如G键的键名为“金”，包含的字根有：刀、戈、矢、弓、匕（和键名“金”都和金属相关）和乃、力、七（与其他字根字型相似）等；
再如J键的键名为“日”，包含的字根有：目、皿、臼（与键名“日”字型相似）和耳、骨、牙（与字根“目”都属于身体的器官）等。

### 编码规则
- 形码版：按照汉字书写顺序，每个字取三个字根（取第一个、第二个和最后一个），若三个字根未命中，需要再输入该字汉语拼音的第一个字母
- 音形版：先输入汉语拼音的第一个字母，然后按照汉字书写顺序，再取三个字根（取第一个、第二个和最后一个）

### 特殊符号输入
- 音形版：先输入“i”键，再输入符号名称的每个字的拼音首字母（最多取三个），如“≌”（全等于符号，拼音：quánděngyú）的编码为“iqdy”
- 形码版：先输入符号名称的每个字的拼音首字母（最多取三个），最后输入“i”键，如“≌”的编码为“qdyi”